# Kazuhito Mochizuki
Kazuhito Mochizuki (望月 一仁 Mochizuki Kazuhito?), född 1 december 1957 i Shizuoka prefektur, är en japansk före detta fotbollsspelare och tränare.
Mochizuki började sin karriär 1977 i Yamaha Motors. Med Yamaha Motors vann han japanska cupen 1982. Han avslutade karriären 1986.
Mochizuki har efter den aktiva karriären verkat som tränare och har tränat J2 League-klubbar, Ehime FC och Kamatamare Sanuki.